# Victory Road (2023)
Victory Road (2023) será o um próximo evento de luta profissional produzido pela Impact Wrestling. Acontecerá em 8 de setembro de 2023, no Westchester County Center em White Plains, Nova York, e será transmitido no Impact Plus e no YouTube. Será o 17º evento da cronologia do Victory Road.

## Produção

### Intrdução
Victory Road foi um evento anual de luta profissional produzido pela Impact Wrestling (então conhecida como Total Nonstop Action Wrestling) entre 2004 e 2012. Em 2013, a TNA interrompeu a maioria de seus eventos mensais pay-per-view em favor dos novos eventos pré-gravados One Night Only. Victory Road seria revivido como um evento "One Night Only" em 2014 e uma edição especial da série semanal de televisão do Impact em 2017.
Em 26 de maio de 2023, o Impact Wrestling anunciou que o Victory Road de 2023 aconteceria em 8 de setembro de 2023, no Westchester County Center em White Plains, Nova York, já que gravariam no dia seguinte o milésimo episódio do Impact!, denominado Impact 1000